# Landry Dimata
Nany Landry Dimata (* 1. September 1997 in Mbuji-Mayi) ist ein belgischer Fußballspieler kongolesischer Abstammung. Der Stürmer steht beim spanischen Verein Espanyol Barcelona unter Vertrag und ist an den NEC Nijmegen ausgeliehen. Er spielte für die belgische U-21-Nationalmannschaft.

## Karriere

### Vereine
Landry Dimata begann das Fußballspielen 2006 beim FC Saint-Michel in der belgischen Hauptstadt Brüssel. Anschließend spielte er bei diversen belgischen Mannschaften, bevor er 2014 in die Jugend von Standard Lüttich wechselte. Im Sommer 2016 wechselte Dimata innerhalb der Liga für 600.000 Euro zum KV Ostende. Sein Pflichtspieldebüt für die erste Mannschaft in der Division 1A gab Dimata am 31. Juli 2016 gegen den KRC Genk.
Zur Saison 2017/18 wechselte Dimata in die Bundesliga zum VfL Wolfsburg, bei dem er einen Vertrag bis zum 30. Juni 2022 unterschrieb. In 21 Ligaspielen erzielte er keinen Treffer.
Zur Saison 2018/19 wechselte Dimata für ein Jahr auf Leihbasis zum RSC Anderlecht. Im November 2018 bestätigte der Geschäftsführer Sport des VfL Wolfsburg, Jörg Schmadtke, dass der RSC Anderlecht die Kaufoption bereits gezogen habe. Zu diesem Zeitpunkt hatte Dimata in 14 Ligaspielen zehn Treffer erzielt.
Infolge eines Knorpelschadens fiel er seit dem 10. Februar 2019 aus und konnte daher 2019 auch nicht an der U-21-Europameisterschaft teilnehmen. Erst mit Beginn der neuen Saison 2020/21 stand Dimata wieder auf dem Platz.
Im Februar 2021 wurde Dimata für den Rest der Saison an Espanyol Barcelona verliehen. Er bestritt dort 18 von 19 möglichen Ligaspielen für Barcelona, in denen er fünf Tore schoss. Nachdem Barcelona zur Saison 2021/22 in die oberste spanische Liga aufstieg, griff eine entsprechende Klausel in der Leihvereinbarung, so dass Dimata endgültig den Verein wechselte. In der Saison 2021/22 waren es 17 von 38 möglichen Ligaspielen sowie zwei Pokalspiele.
Ohne dass er in der nächsten Saison ein Spiel für Barcelona bestritten hatte, lieh der NEC Nijmegen aus der niederländischen Eredivisie Dimata Ende August 2022 aus.

### Nationalmannschaft
Dimata spielte viermal für die U-17-Auswahl des belgischen Fußballverbandes und erzielte dabei ein Tor. Für die U-18-Nationalmannschaft kam er viermal zum Einsatz und erzielte dabei zwei Tore. Am 6. September 2016 debütierte er im Heimspiel für die U-21 gegen Tschechien (2:1). Für diese bestritt er insgesamt zwölf Spiele. Mittlerweile kann er altersbedingt in der U-21-Auswahl nicht mehr eingesetzt werden. 
Für die Spiele der Nations League gegen Dänemark und Island am 5. und 8. September 2020 wurde Dimata zwar in den Kader der A-Nationalmannschaft berufen, dann aber tatsächlich nicht eingesetzt.